# Koza Mostra
«Koza Mostra» — грецький музичний гурт з міста Салоніки. Представляє жанри інді-рок, ска. Фронтмен — Еліас Козас, прізвище якого певною мірою визначило назву гурту.
2013 року Koza Mostra спільно із музикантом ребетіко Агафонасом Іаковідісом представила Грецію на пісенному конкурсі Євробачення в Мальме із піснею «Alcohol Is Free», де у фіналі конкурсу посіла 6-те місце.
У серпні 2013 року трубач Васіліс Налбантіс тимчасово покинув групу, а його місце посів Тасуліс Валканіс. Проте у квітні 2014 року Налбантіс повертається до групи під час одного з її виступів.
На даний момент, у групі є в активі один альбом і три сингли, останній з яких - "Γιορτη (Giorti)" - був виданий 11 липня 2014 року.

## Склад гурту
- Еліас Козас — вокал;
- Алексіс Архонтіс — барабани;
- Стеліос Сіомос — гітара;
- Дімітріс Хрістоніс — бас-гітара;
- Крістос Калаітсопулос — акордеон;
- Васіліс Налбантіс — труба (2011–2013, 2014 —)

## Колишні учасники
- Тасуліс Валканіс — труба (2013–2014);

## Альбоми
- Keep Up The Rhythm (2013)